# Episodi di Summer in Transylvania
La prima stagione del telefilm Summer in Transylvania è andata in onda nel Regno Unito dal 25 ottobre 2010 al 19 luglio 2012 sul canale Nickelodeon.
In Italia la serie è andata in onda dall'11 al 30 giugno 2011 su Nickelodeon.
| Nº | Titolo originale                     | Titolo italiano                           | Prima TV UK      | Prima TV Italia |
| -- | ------------------------------------ | ----------------------------------------- | ---------------- | --------------- |
| 1  | The Time that Summer Forgot - Part 1 | Halloween in Transilvania - Prima parte   | 25 ottobre 2010  | 11 giugno 2011  |
| 2  | The Time that Summer Forgot - Part 2 | Halloween in Transilvania - Seconda parte | 25 ottobre 2010  | 12 giugno 2011  |
| 3  | I Was a Teenage Weregirl             | La sfida dei dannati                      | 26 ottobre 2010  | 13 giugno 2011  |
| 4  | The Date with Two Faces              | Un fidanzato per Summer                   | 27 ottobre 2010  | 14 giugno 2011  |
| 5  | Attack of the Psycho Dates           | Un appuntamento inaspettato               | 28 ottobre 2010  | 15 giugno 2011  |
| 6  | Banned                               | Un mistero da risolvere                   | 5 novembre 2010  | 16 giugno 2011  |
| 7  | Kiss of the Wolf Boy                 | Il bacio del ragazzo-lupo                 | 12 novembre 2010 | 18 giugno 2011  |
| 8  | Day of the Prickly Waitress          | Buon compleanno, Summer!                  | 19 novembre 2010 | 19 giugno 2011  |
| 9  | It Lived in a Brain Jar              | Scambio di cervelli                       | 26 novembre 2010 | 20 giugno 2011  |
| 10 | Invasion of the Boyfriend Snatchers  | Rivali in amore                           | 3 dicembre 2010  | 17 giugno 2011  |
| 11 | I Had an Evil Twin                   | La perfida gemella                        | 4 marzo 2011     | 21 giugno 2011  |
| 12 | The Mummy's Curse                    | La maledizione della mummia               | 11 marzo 2011    | 22 giugno 2011  |
| 13 | The Bug                              | Il nipote di Magda                        | 18 marzo 2011    | 23 giugno 2011  |
| 14 | Beware the Triangle                  | Attenti al triangolo                      | 9 luglio 2012    | 24 giugno 2011  |
| 15 | Dance of the Vampires                | Il ballo dei vampiri                      | 10 luglio 2012   | 25 giugno 2011  |
| 16 | The Vanishing Brain                  | La fuga di cervelli                       | 12 luglio 2012   | 27 giugno 2011  |
| 17 | Double Date of Doom                  | Doppio appuntamento disastroso            | 16 luglio 2012   | 26 giugno 2011  |
| 18 | Night of the Missing Goat Knuckles   | Capodanno allo Stakeout                   | 17 luglio 2012   | 30 giugno 2011  |
| 19 | Dawn of the Matchmaker               | La combina-coppie                         | 18 luglio 2012   | 28 giugno 2011  |
| 20 | I Dated a Teenage Vampire            | Appuntamento col vampiro                  | 19 luglio 2012   | 29 giugno 2011  |